# Cato Salsa Experience
Cato Salsa Experience är ett norskt rockband från Oslo.

## Medlemmar
Nuvarande medlemmar
- Cato Salsa (Cato Thomassen) – sång, gitarr (1998– )
- Jon R. Lugar (Jon Magne Riise) – trummor, slagverk (1998– )
- Francis Moon (Christian Engfelt) – basgitarr (1998– )
- Jon Bård (Bård Enerstad) – keyboard, theremin, gitarr (2003– )

Tidigare medlemmar
- Fuzz Delay (Even Alfheim) – div. instrumenter (1998–1999)
- Nina Delay (Nina Bjørndalen) – keyboard, slagverk, sång (1999–2003)

## Diskografi
Studioalbum
- 2000: A Good Tip for a Good Time
- 2003: The Fruit Is Still Fresh
- 2005: No. 3

EP
- 1998: Cato Salsa Experience (10" vinyl)

Singlar
- 1999: "Sister Disco"
- 2003: "In Case You Need Deep Love"
- 2003: "Lovesick"
- 2003: "Awaiting the Bash (Radio Edit)"

Samlingsalbum
- 2000: Salso Casa[2]

Samarbeten
- 2005: Sounds Like a Sandwich (EP tillsammans med "The Thing with Joe McPhee")
- 2007: Two Bands and a Legend (album tillsammans med The Thing och Joe McPhee)
- 2007: I See You Baby (EP som "Two Bands and a Legend")